# Галамага, Андрей Аркадьевич
Андрей Аркадьевич Галама́га (род. 1958, Воркута) — поэт, секретарь Союза писателей России, доцент кафедры цивилизационной журналистики Университета Мировых Цивилизаций им. В.В. Жириновского.

## Биография
Детство провёл в Киеве. В 1982 году окончил факультет физической и квантовой электроники МФТИ. C 1983 года посещал студию Ковальджи. В 1984 году поступил, в 1993 году окончил Литературный институт имени А. М. Горького (поэтический семинар Эдуарда Балашова). Работал литературным консультантом в журнале «Литературная учёба», заведующим литературной частью в Московском драматическом театре «АпАРТе», преподавателем в Университете Мировых Цивилизаций им. В.В. Жириновского.
1 марта 2022 года подписал «Обращение писателей России по поводу специальной операции нашей армии в Донбассе и на территории Украины», опубликованное в «Литературной газете» и поддерживающее вторжение России на Украину.

## Литературное творчество
Восемь книг стихотворений:
- «Из книги стихотворений», 1991
- «Русские ночи», 1992
- «Формула странника», 2002
- «Кареглазый ангел», 2007
- «В трёх часах от Гринвича к востоку», 2010
- «Поводырь», 2021
- «От Страстного до Оптиной», 2023
- «Мы успели родиться...», 2025

Несколько пьес, киносценариев, песен для кинофильмов. В сентябре 2023 года в Тамбовском Молодёжном театре состоялась премьера пьесы «Дождь из жёлтых цветов» В 2025 году в Тамбовском молодёжном театре поставлен мюзикл по повести Н.В. Гоголя «Вий».

### Награды и премии
- Дважды лауреат международного фестиваля «Пушкин в Британии» (2007, 2012)[8]
- Лауреат литературного фестиваля «Русские ночи» (Черногория, 2013)[8]
- Гран-при международного фестиваля «Интеллигентный сезон» (2015)[9]
- Победитель международного литературного конкурса «На семи холмах» (2016)[10]
- Гран-при Совета по национальным литературам Союза писателей России во II Конкурсе художественного перевода с языков народов Российской Федерации «Услышь, Россия, наши голоса» в номинации «Перевод поэзии» за перевод с абазинского языка стихов народного поэта Карачаево-Черкесской республики Керима Леонидовича Мхце (2021).[11]
- Диплом XII Международного Славянского литературного форума «Золотой Витязь» (2021)[12]
- Диплом Литературной премии имени первого редактора «Литературной газеты» Антона Дельвига «За верность слову и Отечеству» (2022)[13]
- Лауреат ХIII Международного Славянского литературного форума «Золотой Витязь» (2022)[14]

### Прочая литературная деятельность
Член жюри международного фестиваля «Пушкин в Британии» (2017), председатель жюри «фестиваля поэзии и прозы на Физтехе» (2015, 2016).

## Отзывы и критика
Текучесть времени, его конечность глубоко чувствует лирический герой стихов Андрея Галамаги: нам передается его трепетное ощущение потока мгновений, проходящих через каждого из нас. Особую драматичность этому потоку придаёт любовь, в том случае, когда судьба или интуиция напоминают нам о неизбежном трагическом финале почти каждой любовной истории.Лола Звонарёва, «Между Монмартром и Арбатом», 2010
Во многих стихотворениях Андрею Галамаге удаётся достичь большой философской глубины, часто афористичности.  Темы, наиболее волнующие его, – вечные: любовь, жизнь и смерть, но и в них он сумел привнести своё. Трезво, мудро и горько оценивает он происходящее и время, в котором выпало родиться и жить, осознавая своё право судить его, размышляя над собственной жизнью и жизнью поколения и остро чувствуя и зная свое предназначение.Инна Ряховская, «Явление мастера», 2014
Что мне импонирует в лирике Галамаги – он никогда не приукрашивает своего лирического героя. Перед нами – реальный человек из плоти и крови, с сомнениями и ошибками. «Я жить привык азартно», – говорит Андрей. Азарт игрока роднит поэта с Пушкиным.Александр Карпенко, "Безумствовать - право поэта...", 2022
Любовь к Родине, как и вера в Бога, – источник духовной силы поэта. В стихах Андрея Галамаги каждое слово стоит на своём месте, и стихи эти наполнены внутренней музыкой. А сколько в них рифм, никем до поэта не использовавшихся! Какой широкий словарный запас, какое богатство тем, сюжетных линий, метафор, аллитераций!Ирина Ковалёва, "От Страстного бульвара до Оптиной Пустыни", 2023
И видим, зрим воочию, что пристально глядит, глядит Андрей Галамага в клубящуюся глубь веков, слушает, слушает исчезнувшие ирмосы, ищет и находит там, в иконописной дали, опоры, маяки, незабвенные звезды, понимание себя...Елена Крюкова, «Андрей Галамага. Поводырь», 2023
Книга «Мы успели родиться...» построена по закону обратной перспективы, сначала последнее, где более всего проявлено накопленное мастерство, затем ранние опыты, в которых это мастерство созревало. Галамага может многое, написать классический сонет и верлибр, а может пьесу, соперничая с Гоголем (а это все-таки страшный, мистический «Вий»)Вячеслав Куприянов, «Обратная перспектива», 2025